# Nightclubbing (Grace Jones)
Nightclubbing è il quinto album in studio della cantante giamaicana Grace Jones, pubblicato l'11 maggio 1981 e prodotto da Chris Blackwell.
Anche questa volta si tratta di un disco composto quasi interamente da covers (Flash and the Pan Walking in the Rai), Bill Withers (Use Me), Iggy Pop/David Bowie (Nightclubbing), (fatta eccezione per i brani Pull Up to the Bumper, Art Groupie e Feel Up, scritti dalla stessa Jones ed i suoi collaboratori). L'album fu acclamato dalla critica, notando l'influenza che ha avuto nel corso degli anni sulla musica pop e su numerosi artisti mainstream ed alternativi e come il personaggio androgino creato dalla Jones abbia profondamente influenzato l'arte e la moda. Nightclubbing è ampiamente considerato il miglior album in studio della cantante e il disco che ha consolidato il suo status di icona pop; viene inoltre indicato come uno dei migliori album degli anni ottanta, e viene costantemente inserito nelle classifiche dei migliori dischi mai realizzati. L'album è entrato nella Top 5 in quattro paesi del mondo ed è diventato anche il suo piazzamento più alto nella Hot 100 di Billboard posizionandosi al trentaduesimo posto.
L'album è ricordato anche per la sua iconica copertina, che ritrae la cantante con il suo tipico taglio di capelli maschile, mentre fuma una sigaretta inndossando un completo maschile di Armani ed è spesso ricordata come uno dei primi esempi di crossdressing e androginia, nonché di ambiguità sessuale.
Dall'album furono estratti sei singoli, tra cui Demolition Man, scritto da Sting, e le hit Pull Up to the Bumper e I've Seen That Face Before (Libertango). Quest'ultimo, uscito come secondo estratto dell'album, rielaborazione del brano Libertango di Astor Piazzolla, composizione strumentale di tango argentino del 1974, sovrapposta ad un arrangiamento beguine ed un testo scritto dalla stessa Jones, Barry Reynolds, Dennis Wilkey e Nathalie Delon, ottenne un grande successo commerciale, vendendo solo in Francia 146 800 copie. 
Raggiunse la Top 20 in cinque paesi europei, compreso il primo posto in Belgio, ed è considerata come una delle sue Signature song.
Il testo descrive il lato più oscuro ed ambiguo della vita notturna parigina. La canzone include alcune frasi recitate in francese (Tu cherches quoi ? À rencontrer la mort ? Tu te prends pour qui ? Toi aussi tu détestes la vie...). La Jones ha anche registrato una versione in lingua spagnola del brano intitolato Esta cara me es conocida, e una seconda versione in inglese con i passaggi in francese recitati in lingua portoghese.
La canzone, pur non essendo stata inclusa nella colonna sonora ufficiale del film, è presente in alcuni momenti chiave del thriller Frantic, ambientato a Parigi, diretto da Roman Polański nel 1988 e interpretato tra gli altri da Harrison Ford. Il brano è presente anche nel secondo episodio della prima stagione della serie TV Pose.
Pull Up to the Bumper scritto da Grace Jones, Kookoo Baya e Dana Manno, suscitò fin da subito alcune controversie per i suoi riferimenti al rapporto sessuale e alla fellatio, tanto da spingere alcune stazioni radio americane a censurare la canzone e in alcuni casi a non trasmetterla. Tuttavia, in un'intervista del 2008 alla rivista Q la Jones ha rivelato che il significato del testo non era necessariamente inteso come metafora del sesso anale..
Uscito come terzo estratto dell'album, ottenne un grande successo commerciale, rimanendo per sette settimane consecutive alla seconda posizione della classifica Dance Club Songs di Billboard negli Stati Uniti, ed entrando anche nella Top Five della classifica americana R&B. Nel Regno Unito raggiunse il cinquantatreesimo posto all'epoca della sua uscita, mentre la ristampa in versione remix del singolo pubblicata nel 1985 conquistò la dodicesima posizione nel febbraio del 1986.. Nel corso degli anni Pull Up to the Bumper è stato remixato più volte.
Durante la promozione televisiva dell'album, ospite del talk show della BBC di Russell Harty la Jones schiaffeggiò in diretta il conduttore reo, secondo la cantante, di averla ignorata voltandole le spalle per intervistare un altro ospite.

## Tracce
1. Walking in the Rain
2. Pull Up to the Bumper
3. Use Me
4. Nightclubbing
5. Art groupie
6. I've Seen That Face Before (Libertango)
7. Feel Up
8. Demolition Man
9. I've done it again